# Cybister loxidiscus
Cybister loxidiscus là một loài bọ cánh cứng trong họ Bọ nước. Loài này được Wilke miêu tả khoa học năm 1920.